# Brim28

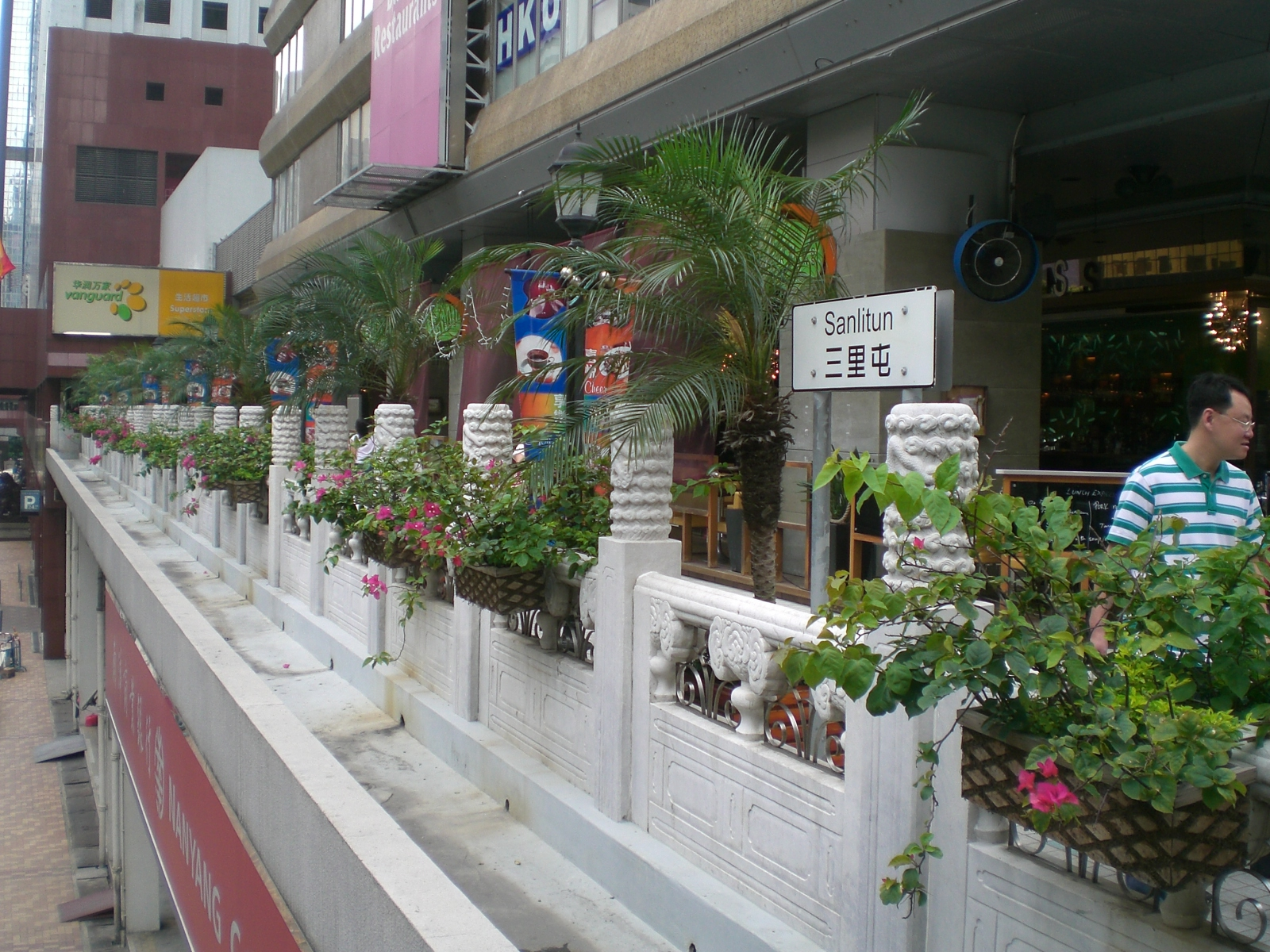
Brim28

「Brim28」，前稱三里屯，是華潤集團在香港灣仔北灣景中心大廈商場平台上發展的地產項目，於2012年1月隆重開幕，其名字仿似北京三里屯，是一處有名的酒吧聚集區。 

## 歷史
灣景大廈商場平台，從前是一個大型的中國文藝展覽廳，門口有數間賣中國傳統字、畫、文房四寶、古玩的文化商店。 而此寬大的室內展覽廳，從前有不少中國大陸、香港、台灣三地的書畫作者來此開展覽會，而此平台的行人通道，也仿北京古建築的走廊設計，朱紅色的木橫樑上，有立體木雕，飛龍及鳳。
在2001年開始，灣景中心商場平台轉營再轉營，至現況名為「Brim28」。
2024年7月，華潤隆地購入藍塘傲配套商業設施格林威治村，並於8月將商場改名為藍塘匯Alto Brim 28，為香港第二個Brim 28。